# …And Out Come the Wolves
…And Out Come the Wolves (с англ. — «…Вот и волки появились») — третий студийный альбом американской панк-рок-группы Rancid, выпущенный 22 августа 1995 года на лейбле Epitaph Records. Возрастающая популярность группы и успех её творчества среди широкой аудитории повлекли за собой интерес со стороны крупных лейблов (отсюда и название …And Out Come the Wolves — фраза из новеллы Джима Кэрролла «Дневники баскетболиста»), итогом которого стал контракт с Epitaph Records. Оставаясь верными жанру ска, который отсылал к творчеству прошлой группы Тима Армстронга и Мэтта Фримена — Operation Ivy, Rancid стали одной из немногих коллективов периода бума поп-панка (середины — конца 1990-х), сохранившей бо́льшую часть своей первоначальной фан-базы. В поддержку пластинки было выпущено три сингла — «Roots Radicals», «Time Bomb» и «Ruby Soho» — каждый из которых добился успеха отметившись в чарте Modern Rock Tracks. Эти песни принесли Rancid активную ротацию на MTV и радиостанциях, оставаясь визитной карточкой группы и по сей день. 22 января 1996 года лонгплей получил «золотую» сертификацию, а 23 сентября 2004 года — «платиновую».
Наряду с Stranger than Fiction Bad Religion, Dookie Green Day и Smash The Offspring, …And Out Come the Wolves поспособствовал возрождению массового интереса широкой публики к панк-року в середине 1990-х годов и дальнейшему успеху группы, сигнализировав о начале подъёма мейнстримового поп-панка. К 20-летнему юбилею …And Out Come the Wolves Rancid организовали концертный тур Honor Is All We Know (2015-16), во время которого исполняли все песни пластинки. Альбом занимает 17-е место в списке «50 величайших поп-панк-альбомов по версии журнала Rolling Stone».

## История создания
Группа Rancid была сформирована в 1991 году в Олбани, штат Калифорния. В 1992 году музыканты подписали контракт с лейблом Epitaph Records (основанным гитаристом Bad Religion Бреттом Гуревицем), а через год выпустили свой одноимённый дебютный альбом, получивший восторженные отзывы критиков. Когда Rancid начали работу над второй пластинкой, Билли Джо Армстронг из Green Day, один из друзей группы, присоединился к ним, чтобы написать песню «Radio». Это событие привело к тому, что его пригласили выступить с Rancid вживую, а вскоре после этого фронтмен Тим Армстронг попросил его стать полноценным участником ансамбля, однако Билли Джо решил продолжить играть в Green Day. Ранее Армстронг просил Ларса Фредериксена стать вторым гитаристом коллектива, но тот отклонил предложение. Однако, после отказа Билли Джо Фредериксен передумал и присоединился к группе. Второй альбом Rancid, Let’s Go, был выпущен в 1994 году и также получил хорошую прессу. После релизов в том же году альбомов Dookie (Green Day) и Smash (The Offspring), Rancid получили ряд предложений мейджор-лейбл, в том числе от Maverick Records Мадонны, однако музыканты решили остаться на Epitaph и вскоре начали запись следующего альбома.
По большей части …And Out Come the Wolves был записан в период с февраля по май 1995 года. Работа проходила не только в калифорнийской студии Fantasy Studios (где записывался Let’s Go), но также и в легендарной Electric Lady Studios (создателем которой был Джими Хендрикс) в Нью-Йорке. Это был первый раз, когда Rancid записал альбом более чем на одной студии.
Продюсером альбома выступил Джерри Финн, сменив на этой должности Бретта Гуревича. Начиная с 2000-х годов коллектив вновь стал сотрудничать Гуревичем на своих следующих записях.

## Обложка
Изображение на обложке представляет собой дань уважения Minor Threat, влиятельной американской хардкор-панк-группе, которая первой использовала образ Алека Маккея (брата вокалиста группы Иэна Маккея) в такой же позе — с головой на коленях на ступенях Уилсоновского центра — на их одноимённом дебютном мини-альбоме.

## Выпуск, отзывы и влияние
| Оценки критиков               | Оценки критиков |
| Источник                      | Оценка          |
| ----------------------------- | --------------- |
| AllMusic                      | [ 6 ]           |
| The Des Moines Register       | [ 7 ]           |
| Entertainment Weekly          | A+              |
| Los Angeles Times             | [ 9 ]           |
| NME                           | 7/10            |
| The Philadelphia Inquirer     | [ 11 ]          |
| Q                             | [ 12 ]          |
| The Rolling Stone Album Guide | [ 13 ]          |
| Select                        | 3/5             |
| The Village Voice             | A−              |

…And Out Come the Wolves был выпущен 22 августа 1995 года и занял 45-е место в чарте Billboard 200. Через пять месяцев после своего релиза альбом получил «золотой» статус.
Альбом был тепло встречен музыкальной прессой, так Стивен Томас Эрлевайн из AllMusic охарактеризовал его песни как «классические моменты возрождающегося панка». Публицист похвалил музыку и заявил, что альбом «не является изоляционистским отступлением в сторону дидактического, вызывающе андерграундного панк-рока», присудив ему четыре с половиной звезды из пяти. С свою очередь, благодаря синглам «Time Bomb», «Ruby Soho» и «Roots Radicals» Rancid получили самую большую ротацию в эфире телеканала MTV, а также на музыкальных радиостанциях, в своей карьере. В 2005 году …And Out Come the Wolves занял 368-е место в рейтинге журнала Rock Hard «500 величайших рок- и металлических альбомов всех времён». В свою очередь, издание BuzzFeed посетило альбом на 14-ю строчку в своём списке «36 поп-панк-альбомов, которые нужно услышать, прежде чем ты, черт возьми, умрёшь».
21 мая 2021 года было объявлено, что лейбл Lavasock Records готовит к выпуску трибьют-альбом под названием …And Out Come the Lawsuits при участии групп Link 80, Sarchasm, Omnigone, Flying Raccoon Suit, Little Debbie & The Crusaders и Stay Wild.
Профессиональная рестлерша Дори Прейндж придумала свой псевдоним, Руби Риотт (англ. Ruby Riott), под впечатлением от названия песни «Ruby Soho». Однако, после ухода из WWE в июне 2021 года спортсменка потеряла на него права. Тем не менее, благодаря Ларсу Фредериксену, ведущему собственный подкаст о реслинге, теперь она выступает под новым псевдонимом — Руби Сохо.

## Список композиций
Слова и музыка всех песен — Тим Армстронг, Мэтт Фримен и Ларс Фредериксен, за исключением отмеченных.
| №                   | Название                                                    | Ведущий вокал          | Длительность |
| ------------------- | ----------------------------------------------------------- | ---------------------- | ------------ |
| 1.                  | «Maxwell Murder»                                            | Фредериксен, Армстронг | 1:25         |
| 2.                  | «The 11th Hour» (Армстронг, Фримен, Фредериксен, Эрик Динн) | Армстронг              | 2:28         |
| 3.                  | «Roots Radicals»                                            | Фредериксен, Армстронг | 2:47         |
| 4.                  | «Time Bomb»                                                 | Армстронг              | 2:24         |
| 5.                  | «Olympia WA.»                                               | Армстронг              | 3:30         |
| 6.                  | «Lock, Step & Gone»                                         | Фредериксен, Армстронг | 2:25         |
| 7.                  | «Junkie Man» (Армстронг, Фримен, Фредериксен, Джим Кэрролл) | Армстронг, Фредериксен | 3:04         |
| 8.                  | «Listed M.I.A.»                                             | Фредериксен            | 2:22         |
| 9.                  | «Ruby Soho»                                                 | Армстронг              | 2:37         |
| 10.                 | «Daly City Train»                                           | Армстронг              | 3:21         |
| 11.                 | «Journey to the End of the East Bay»                        | Армстронг              | 3:11         |
| 12.                 | «She's Automatic»                                           | Фредериксен            | 1:35         |
| 13.                 | «Old Friend»                                                | Армстронг              | 2:53         |
| 14.                 | «Disorder and Disarray»                                     | Армстронг, Фредериксен | 2:49         |
| 15.                 | «The Wars End»                                              | Фредериксен            | 1:53         |
| 16.                 | «You Don't Care Nothin'»                                    | Фредериксен, Армстронг | 2:28         |
| 17.                 | «As Wicked»                                                 | Армстронг, Фредериксен | 2:40         |
| 18.                 | «Avenues & Alleyways»                                       | Армстронг, Фредериксен | 3:11         |
| 19.                 | «The Way I Feel»                                            | Фредериксен, Армстронг | 2:34         |
| Общая длительность: | Общая длительность:                                         | Общая длительность:    | 49:39        |

| №                   | Название               | Ведущий вокал       | Длительность |
| ------------------- | ---------------------- | ------------------- | ------------ |
| 20.                 | «Blast 'Em»            | Армстронг           | 2:29         |
| 21.                 | «That's Entertainment» | Фредериксен         | 1:31         |
| Общая длительность: | Общая длительность:    | Общая длительность: | 53:39        |

## Участники записи
| Rancid - Тим Армстронг — вокал, гитара - Ларс Фредериксен — гитара, вокал - Мэтт Фримен — бас-гитара, бэк-вокал - Бретт Рид — ударные Дополнительные музыканты - Башири Джонсон — перкуссия - Пол Джексон — орган Хаммонда - DJ Disk — скретчинг (композиция 7) - Джим Кэрролл — вокал (композиция 7) | Обложка - Ларс Фредериксен — дизайн обложки, фотография для обложки - Джесси Фишер — дизайн, фотографии Технический персонал - Джерри Финн — продюсер, микширование - Бретт Гуревиц — звукоинженер - Энди Уоллес — микширование - Хауи Вайнберг — мастеринг - Майкл Розен — звукоинженер - Джо Пиррера — ассистент звукоинженера - Фрэнк Ринелла — ассистент звукоинженера - Стив Сиско — ассистент звукоинженера - Майк Фазано — техник |

## Чарты
| Чарт (1995)   | Высшая позиция |
| ------------- | -------------- |
| Billboard 200 | 45             |

Синглы — Billboard (Соединённые Штаты)
| Год  | Сингл            | Чарт               | Позиция |
| ---- | ---------------- | ------------------ | ------- |
| 1995 | «Roots Radicals» | Modern Rock Tracks | 27      |
| 1995 | «Time Bomb»      | Modern Rock Tracks | 8       |
| 1995 | «Ruby Soho»      | Modern Rock Tracks | 13      |